# Добрышин, Алексей Николаевич
Алексей Николаевич Добрышин (3 июня 1913, Одинцово, Московская губерния, Российская империя — ?) — советский лыжник. Заслуженный мастер спорта СССР (1943). Восьмикратный чемпион СССР.

## Биография
Уроженец Одинцово.
В годы Великой Отечественной войны ушёл добровольцем на фронт, служил в отдельной мотострелковой бригаде особого назначения (ОМСБОН), был участником многих рейдов в глубокий тыл противника.
С 1952 по 1971 год служил в 6-м отделе ГАИ Москвы.
Награждён орденом Красной Звезды и медалью «За боевые заслуги».

## Достижения
- 1938 г. чемпион СССР на дистанции 20 км
- 1939 г. чемпион СССР на дистанции 30 км
- 1940 г. чемпион СССР в эстафете 4×10 км и в гонке патрулей на дистанции 20 км
- 1941 г. чемпион СССР на дистанции 10 км
- 1944 г. чемпион СССР в эстафете 4x10 км
- 1946 г. чемпион СССР в эстафете 4x10 км
- 1947 г. первое место в гонке патрулей на дистанции 20 км[1][2]